# Wanyam
El wanyam o wanham (Wañam, Huanyam) era una llengua chapacurana de Rondônia, entre els rius São Miguel i Cautário. L'abitana n'era un dialecte. Encara era parlada per unes poques famílies en la dècada del 1970.

## Dialectes
Dialectes del wanyam:
- Cabishi
- Cujuna
- Cumaná (Cutianá)
- Matama (Matawa)
- Urunamacan
- Pawumwa (Abitana Wanyam)

Lévi-Strauss també havia proposat un estoc lingüístic Huanyam format per Mataua Cujuna (Cuijana), Urunamakan, Cabishí, Cumaná, Abitana-Huanyam (a partir de les dades de Snethlage) i Pawumwa (a partir de les dades de Haseman).